# 丹布佐·马雷切拉
丹布佐·马雷切拉（Dambudzo Marechera，1952年6月4日—1987年8月18日）是津巴布韦小說家、短篇小说作家、剧作家和诗人。
他曾在罗得西亚大学就讀，結果在大學骚乱期间被开除，之後他又进入牛津大学新学院就讀，马雷切拉给教授们的印象是他是一位非常聪明但卻不願意遵守紀律的学生，他不願意按照學院的要求去學習，而是去阅读任何他感兴趣的书。他還会毫不犹豫地与別人发生肢体冲突。学校的心理醫生認定他患精神分裂症。马雷切拉還威胁要杀死某些人，并试图纵火焚烧大学。大學最終將其開除。 
1977年，他因持有大麻而被判入狱，最終被英國方面驱逐出境。
1982年，马雷切拉返回津巴布韦並协助拍摄电影。然而他卻与导演闹翻，他因此不得不離開剧组。1987年，他因患有與艾滋病有关的肺部疾病而去世，享年35岁。 